# Diario segreto da un carcere femminile
Diario segreto da un carcere femminile è un film del 1973, diretto da Rino Di Silvestro.

## Trama
Una donna finisce in carcere per salvare la vita di suo padre.